# Ægyptiske tekstiler
Tekstiler havde mange forskellige formål i oldtidens Ægypten, og blev brugt af alle mennesker på tværs af de sociale lag. Tekstiler var meget dyre, og de var en meget vigtig del af det ægyptiske samfund f.eks. økonomisk og rituelt. Ægypternes status blev ikke indikeret ud fra hvilken type tekstil de havde på, men derimod ud fra hvilken kvalitet tekstilet havde. Jo finere kvalitet, jo højere status.

## Ægyptiske tekstilers Chaîne Operatoire
Ægypterne brugte mange forskellige typer fibre: blandt andet fåreuld og gedehår, men størstedelen af de ægyptiske tekstiler blev produceret af hør (Linum usitatissimum).
Hørs Chaîne Operatoire er som følgende; Det blev sået i midten af november efter Nilens årlige oversvømmelse. Inden frøene blev plantet, blev jorden gjort klar ved hjælp af en plov, som vendte jorden. Efter frøene var plantet blev en flok dyr, som regel får, sendt ind på marken for at træde frøene ned i jorden. Det tog tre måneder, før hørren kunne høstes. Man høstede hørren på forskellige tidspunkter, alt efter hvad formålet med hørren var; de unge grønne planter blev brugt til en meget fin og tynd tråd, da fibrene var bløde. Når planterne var næsten modne kunne fibrene bruges til klæder af meget fin kvalitet. Hvis man først høstede sin hør, når den var moden, var fibrene meget hårde. De kunne derfor kun bruges til at lave reb eller måtter af. Både ægyptiske mænd og kvinder tog del i høsten. Når hørren var blevet høstet, skulle den ”rystes”; man trak planten op af jorden, så fibrene blev så lange og lige som muligt. Efter dette bandt man hørplanterne sammen i bundter, og de blev lagt til at tørre i solen. Når planterne var tørre, skulle frøene fjernes. Dette blev gjort med hænderne, eller ved at knevle. Frøene samledes derefter, og de kunne bruges til at plante næste år eller til at udvinde linolie af.
Nu skulle hørren gøres klar til at blive spundet. Hørplantens stængel bestod af mange lag, og for at komme ind til de fibre, man brugte til at spinde med, skulle alle de andre hårde lag fjernes. Dette blev gjort ved at ”rødne”, hvilket resulterede i at man kunne fjerne plantens hårde barklag. Herefter skulle hørren ”brydes” for at løsne fibrene. For at fjerne de sidste hårde dele af planten skulle den ”skættes”.
Man havde nu endelig de fibre, som man kunne spinde af.  Man startede med at forspinde fibrene; de blev rullet enten på låret eller på en halvkugleformet genstand. Efter dette skulle det forspundne garn laves til nøgler; dette kunne gøres ved, at man f.eks. fugtede fibrene i munden, hvilket sikrede, at fibrene hængte bedre sammen. Tråden kunne nu bruges til at spinde med, hvilket kunne blive gjort på mange forskellige måder. Én af metoderne var, at spinderen satte en håndten i bevægelse, og samtidig tog man et par fibre ud af nøglen. Håndtenen kunne enten holdes i spinderens hånd eller sidde på en speciel holder. Når tenen snoede fibrene, fik man en sammenhængende og ensartet tråd. Når den spundne tråd var blevet så lang som muligt, stoppede man tenen, og den færdige tråd vikledes om tenens skaft. Ægypterne brugte mange forskellige metoder til at spinde; ”gribemetoden”, ”støttemetoden” og ”Faldmetoden”.
I oldtidens Ægypten spandt både mænd og kvinder, og de forskellige teknikker blev brugt side om side igennem den faraoniske periode.

## Ægyptiske væve
Ægypterne brugte to typer væve, som begge er afbilledet i den ægyptiske ikonografi: Den horisontale væv og den vertikale væv.

### Den horisontale væv
Den horisontale væv, også kaldet ”Gulvvæven”, var en meget simpel væv. Den bestod af en horisontal trend, som var spændt ud mellem to bomme. Disse blev holdt på plads af et par pæle, som blev gravet ned i jorden. Kædetrådene blev delt op i to grupper: lige og ulige. Et skel blev dannet ved at løfte sølstokken, og dermed det ene sæt kædetråde. For at danne endnu et skel kunne man bruge endnu en sølstok for at løfte den anden gruppe kædetråde. For at holde sølstokken brugte man to holdere, én på hver side af væven.
Væveren startede i den ene ende af trenden, og arbejdede sig ned imod den anden ende, hvor sølstokken efterhånden blev flyttet. Stoffets længde blev kun begrænset af længden af kædetråden, da trenden blev viklet rundt om kædebommen. Denne kunne vikles ud, når den skulle bruges.
Stof, der er vævet på denne type væv, havde en meget karakteristisk frynse, der blev vævet ind i stoffets venstre ægkant. Disse typer stof kan ses på mange ikonografiske afbildninger fra det Mellemste Rige (2055-1650 f.Kr.), hvorimod disse afbildninger ikke forekommer så hyppigt i det Ny Rige (1550-1069 f.Kr.).
Denne type væv blev brugt igennem hele oldtidens Ægyptens historie, og bliver stadigvæk brugt nogle steder i Mellemøsten den dag i dag. Det er blevet foreslået, at denne vævs overlevelse skyldes dens simple design, som muliggjorde at skille og samle væven hurtigt, og derved var den perfekt at anvende i de nomadiske samfund.

### Den vertikale væv
På den vertikale væv var trenden spændt ud vertikalt. Dens ender var fastgjort til to bomme; den øverste kaldet trend- eller kædebommen, og den nederste bryst- eller klædebommen. Væven kunne stå frit eller lænet op ad en væg. Vævens lodrette stolper blev holdt på plads af nogle blokke, som højst sandsynligvis var lavet af kalksten.
Væveren sad ved foden af væven og arbejdede sig opad. Denne vævetype dukkede op i det Ny Rige (1550-1069 f.Kr.), hvilket førte til, at forskere har ment, at den blev introduceret til ægypterne som et resultat af Hyksos invasionen i midten af det Der er dog ingen direkte beviser for dette eller for at Hyksos' eget folk brugte denne type væv.
Den horisontale væv blev brugt i Ægypten igennem hele den faraoniske periode, og blev aldrig erstattet helt af den vertikale væv. De to væve blev brugt til forskellige formål: den horisontale væv blev brugt siden den Prædynastiske periode (c. 3000-2686 f.Kr.), og blev brugt i den private sfære i det Ny Rige (1550-1069 f.Kr.). Hvorimod den vertikale væv blev brugt i den mere industrialiserede sfære.
Ægypterne brugte disse to vævetyper til at producere deres mange forskellige typer af vævninger.

## Ægyptiske tekstilers udvikling
I løbet af det Gamle Rige (2686-2125 f.Kr.) begyndte efterspørgslen på tekstiler at stige, hvilket resulterede i en stigning af hørproduktionen samt en mere specialiseret produktionsteknik af tekstilerne. Dette gjorde, at den ægyptiske tekstilproduktion blomstrede op, eftersom efterspørgslen på tekstiler var så stor. Oldtidens ægyptere foretrak hvide tekstiler, men det betyder ikke, at ægypterne ikke havde evnerne til at producere mønstrede tekstiler.
I det Mellemste Rige (2055-1650 f.Kr.) blev det muligt for alle at få del i livet efter døden, hvilket medførte, at alle ægyptere nu havde råd til at få lavet tekstiler til at tage med i efterlivet. Dette medførte også en endnu større efterspørgsel på tekstiler end tidligere. Tekstilproduktionens hovedformål var nu at producere tekstiler til dødekulten, hvor den afdøde fik tekstiler med sig i graven, som de kunne bruge i efterlivet. Disse tekstiler var meget standardiserede, hvilket muliggjorde, at de også kunne blive produceret i den private sfære. I denne periode er der næsten ingen fund af mønstrede tekstiler, mens plisserede tekstiler var ekstremt populære.
Det Ny Rige (1550-1069 f.Kr.) var præget af økonomisk velstand, hvilket også influerede på tekstilindustrien. Dette betød, at mange flere forskellige typer tekstiler nu blev til at betale for en bredere del af den ægyptiske befolkning. Tekstilindustriens hovedformål var ikke længere at producere tekstiler til efterlivet, men at producere luksuriøse tekstiler til den ægyptiske overklasse.
I den Sentiden (664-332 f.Kr.) blev tekstilindustriens hovedformål igen at producere tekstiler til dødekulten. Det var dog ikke længere en industrialiseret produktion, som blev ledet af staten, men derimod ledet af præster i diverse templer. Dette gjorde sig også gældende for tekstilproduktionen i den Ptolemæiske Periode (332-30 f.Kr.).
Igennem hele den faraoniske periode gjorde det sig gældende, at arbejderne i tekstilproduktionen hovedsageligt var kvinder med undtagelse af de overordnede, som var mænd.

## Hvordan dekorerede ægypterne deres tekstiler?
Ægypterne elskede farver, hvilket tydeligt fremgår af deres kunstgenstande. Det er derfor ikke sandsynligt, at ægypterne lod deres tekstiler være ufarvede, fordi de ønskede, at de skulle være hvide. Derimod var det højst sandsynligt på grund af, at størstedelen af ægypternes tekstiler var lavet af hør, som består af cellulose, som var utrolig vanskeligt at farve. Ægypterne kunne godt farve deres tekstiler, men det var en tidskrævende og dyr proces, som kun få havde råd til. Man har fundet fragmenter af farvede tekstiler helt tilbage fra 1. dynasti (c. 3000-2890 f.Kr.). Brugen af farver i de ægyptiske tekstiler blev dog først udbredt i det Ny Rige (1550-1069 f.Kr.), hvor det blev almindeligt at væve med farvet garn.
Ægypterne havde to forskellige typer farvestoffer: okkerholdig jord og plantefarver.
Okker består af ler med et indhold af vandholdig jernilte. Okker kan være lys gul, mørk orange og brun. Jo mere vand man bruger i processen, jo mere gul bliver okkeren. Hvis man vil farve rødt ved hjælp af okker, skal okkeren varmes op, så vandet fordamper. Dette gør, at der dannes jernoxid, som farver tekstilerne røde. Eksempler på denne farvningsteknik går tilbage til 3.000 f.Kr.
Plantefarver brugte ægypterne også til at farve deres tekstiler med. Der var dog ikke særlig mange planter, der gav en holdbar farve. Jo flere gange tekstilet blev dyppet i et kar med farve, jo dybere blev farven.
Den mest almindelige blå farve i ægyptiske tekstiler er farvet med indigo-blåt fra indigo-planten (Indigofera tinctoia) eller farvevajd (Isatis tinctoria). Eksempler på tekstiler med denne farve er fra Ny Rige (1550-1069 f. Kr.), og specielt tekstilerne fra Tutankhamons grav. Fundene strækker sig over de forskellige sociale lag i det ægyptiske samfund, som tyder på, at farven blev brugt af økonomiske årsager. Ægypterne farvede ikke kun deres tekstiler røde ved hjælp af okker, men også ved hjælp af forskellige planter. Den mest almindelige plante var Krap (Rubia tinctoria), hvis farvestof er alizarin. Denne plante blev indført i Ægypten i det 18. dynsati (1550-1295 f.Kr.), som handlende fra de østlige Middelhavslande tog med sig. Tidsler (Carthamus tinctorius L), henna (Lawsonia alba eller L. inermis) og insektet kermes (kermoccoccu vermilio) blev også hyppigt brugt af ægypterne til at farve deres tekstiler røde med.
Det har endnu ikke været muligt at fastslå endegyldigt, hvilken plante ægypterne brugte til at farve deres tekstiler gule med. Der er to muligheder; det kan enten være ved hjælp af tidsler (Carthamus tinctorius L) eller granatæbler (Punica granatum L).
De mest almindelige farvestoffer var indigo og alizarin, som begge stammede fra planter, som ikke groede naturligt i Ægypten. Disse planter kom til Ægypten i det 18. dynasti (1550-1295 f.Kr.) med beboere fra de østlige Middelhavslande.
Ægypterne dekorerede også deres tekstiler ved hjælp af blegning, perler, rosetter, palietter, broderi, applikering, påsyede bånd, plissering og bemaling.

## Ægyptiske tekstilers mange formål
Rituelt set var tekstilerne meget vigtige og værdifulde. Den knap så fine kvalitet af tekstiler blev brugt til at fylde maverne på mumier ved mumificeringen, så maverne ikke forekom hule. Andre kvaliteter af tekstiler blev brugt til at binde mumien ind i efter mumificeringen, samt til produktionen af nogle typer mumiemasker.
Tekstiler var så vigtig for den døde, at man har fundet tekstiler som offergaver i grave. Ydermere blev tekstiler altid skrevet på listen over den dødes ønskede ofringer i samtlige ofringsformularer fundet på falske døre samt steler. Gravmodeller af tekstilværksteder er også en del af mange gravgaver; hvis formål var at sørge for at den afdøde havde mulighed for at få produceret alle de tekstiler han behøvede til beklædning, gaver eller som handelsvarer i efterlivet uden at han selv behøvede at lave noget hårdt fysisk arbejde.
Ægyptiske tekstilers formål var ikke kun at blive båret som tøj i livets såvel som i døden, men blev også anset som en meget værdifuld handelsvare. Grunden til dette var, at tekstiler kunne opbevares over længere perioder uden at forgå, modsat korn, som også var én af Ægyptens store handelsvarer. Tekstilerne blev brugt til bl.a. at betale løn og skat med. Eftersom Ægypten ikke havde en pengebaseret økonomi før romerne kom til landet, handlede man i naturalier. Tekstiler var meget dyre, og derfor har det været et naturalie, som man har kunne få rigtig meget i bytte for i det ægyptiske samfund. Ydermere blev Ægyptiske tekstiler anset for så værdifuld en vare, at de blev brugt som gave til udenlandske konger og deres familier.

## Eksterne kilder
- "Tracking Colour - The polychromy of Greek and Roman sculpture in the Ny Carlsberg Glyptotek"